# Riwal Platform Cycling Team/Saison 2014
Dieser Artikel listet Erfolge und Fahrer des Radsportteams Riwal Platform Cycling Team in der Saison 2014 auf.

## Erfolge in der UCI Europe Tour
In den Rennen der Saison 2014 der UCI Europe Tour gelangen die nachstehenden Erfolge.
| Datum    | Rennen                       | Kat. | Fahrer               |
| -------- | ---------------------------- | ---- | -------------------- |
| 10. Mai  | Scandinavian Race in Uppsala | 1.2  | Jonas Aaen Jørgensen |
| 30. Juli | 3. Etappe Dookoła Mazowsza   | 2.2  | Alex Rasmussen       |
| 31. Juli | 4. Etappe Dookoła Mazowsza   | 2.2  | Alex Rasmussen       |

## Abgänge – Zugänge
| Zugänge                | Team 2013          | Abgänge                       | Team 2014               |
| ---------------------- | ------------------ | ----------------------------- | ----------------------- |
| Alex Rasmussen         | Garmin Sharp       | Martin Mortensen              | Cult Energy Vital Water |
| Jonas Aaen Jørgensen   | Team Saxo-Tinkoff  | Lars Andersson                | FireFighters Upsala CK  |
| Morten Øllegaard       | Blue Water Cycling | Christofer Stevenson          | Motala AIF CK           |
| Kasper Linde Jørgensen | Team Cult Energy   | Mathias Gade                  | Karriereende            |
| Kaspar Larsen          | Blue Water Cycling | Martin Lind                   | Karriereende            |
| Emil Bækhøj            | Neoprofi           | Mats Andersson                | Unbekannt               |
| Anders Egsvang         | Neoprofi           | Michael Berling               | Unbekannt               |
| Mathias Krigbaum       | Neoprofi           | Peter Mathiesen               | Unbekannt               |
| Steffen Munk           | Neoprofi           | Lucas Persson                 | Unbekannt               |
| Kaspar Schonnemann     | Blue Water Cycling | Mathias Krigbaum (bis 30.06.) | Unbekannt               |

## Mannschaft
| Name                   | Geburtstag        | Nationalität |
| ---------------------- | ----------------- | ------------ |
| Nikola Aistrup         | 22. August 1987   | Dänemark     |
| Emil Bækhøj            | 18. April 1994    | Dänemark     |
| Anders Egsvang         | 27. Dezember 1995 | Dänemark     |
| Martin Herbæk          | 11. Oktober 1993  | Dänemark     |
| Jonas Aaen Jørgensen   | 20. April 1986    | Dänemark     |
| Kasper Linde Jørgensen | 23. August 1984   | Dänemark     |
| Kasper Klostergaard    | 22. Mai 1983      | Dänemark     |
| Kaspar Larsen          | 13. April 1987    | Dänemark     |
| Mikkel Mortensen       | 8. August 1988    | Dänemark     |
| Steffen Munk           | 2. November 1994  | Dänemark     |
| Morten Øllegaard       | 6. Februar 1988   | Dänemark     |
| Alex Rasmussen         | 9. Juni 1984      | Dänemark     |
| Kaspar Schonnemann     | 13. April 1987    | Dänemark     |